# Uwe Prell
Uwe Prell (* 20. Dezember 1959 in Karlsruhe) ist ein deutscher Politologe, Historiker, Stadtforscher und Schriftsteller.

## Leben
Nach Besuch des Technischen Gymnasiums in Ettlingen, studierte er von 1981 bis 1986 am Otto-Suhr-Institut der Freien Universität Berlin Politikwissenschaft (Diplom). Im Jahr 1985 publizierte Prell eine Reihe von Analysen zum Thema Berlin im Ost-West-Konflikt. Im Auftrag der Senatskanzlei Berlin erarbeitete er zusammen mit Horst Ulrich die Stadtenzyklopädie Berlin Handbuch.
Von 1987 bis 1993 arbeitete Prell als Angestellter im Öffentlichen Dienst. Anschließend war er als Lektor beim Berliner FAB-Verlag und Fannei & Walz tätig. Von 1997 bis 2001 arbeitete er für das Unternehmen Nishen Kommunikation, wo er unter anderem an dem Projekt Infobox am Potsdamer Platz beteiligt war. Danach wirkte er bis 2016 als Dramaturg, Redakteur und Mitarbeiter bei internationalen Industrie-Projekten. Seitdem ist er freiberuflich tätig.
Im Jahr 2005 promovierte Prell an der Freien Universität Berlin über eine holistische Methode der Stadtbeschreibung, angewandt am Beispiel der deutschen Hauptstadt. 2015 habilitierte er sich mit einer „Theorie der Stadt in der Moderne“ an der TU Chemnitz im Fachgebiet Neuere Geschichte und Zeitgeschichte. Er wurde Privatdozent am dortigen Lehrstuhl für Europäische Geschichte des 19. und 20. Jahrhunderts.
Prell veröffentlichte außerdem Erzählungen und Gedichte, überwiegend unter dem Pseudonym Lynne Marie Rypdal  (u. a. Das blühende Land. 45 poems, 2000). 2016 erschien sein erster Roman Der jüngere Bruder im Brendle Verlag.

## Werke (Auswahl)
- Uwe Prell: Grenzüberschreitung in Berlin. Der Reise- und Besucherverkehr und die westlichen politischen Entscheidungen 1945–85. 2.  Auflage. Berlin Verlag Arno Spitz, Berlin 1987, ISBN 3-88726-103-8 (143 S.).
- Uwe Prell, Lothar Wilker: Berlin-Blockade und Luftbrücke 1948/49. Analyse und Dokumentation. 2.  Auflage. Berlin Verlag Arno Spitz, Berlin 1987, ISBN 3-87061-338-6 (191 S.).
- Uwe Prelle: Berlin Handbuch. Das Lexikon der Bundeshauptstadt. Hrsg.: Presse- und Informationsamt des Landes Berlin. 2.  Auflage. FAB Verlag, Berlin 1993, ISBN 3-927551-27-9 (1552 S.).
- Uwe Prell: Berlin – Bühne des Wandels. Ein Reisebericht. 1.  Auflage. Berliner Wissenschaftsverlag, Opladen, Berlin, Toronto 2005, ISBN 3-8305-1058-6 (641 S.).
- Uwe Prell: Theorie der Stadt in der Moderne. Kreative Verdichtung. 2.  Auflage. Barbara Budrich, Opladen, Berlin, Toronto 2016, ISBN 3-8474-0503-9 (298 S.).
- Uwe Prell: Die Stadt: zwölf Sprachen – fünf Bedeutungen. Ein Beitrag zur Theorie der Stadt. 2.  Auflage. Barbara Budrich, Opladen, Berlin, Toronto 2017, ISBN 978-3-8474-2081-1 (128 S.).
- Uwe Prell: Die Stadt: Eine Einführung für die Sozialwissenschaften. 1.  Auflage. Barbara Budrich, Opladen & Toronto 2020, ISBN 978-3-8252-5466-7 (148 S.).
- Uwe Prell: The City: An Interdisciplinary Introduction to Urban Studies. 1st. edition. Barbara Budrich, Opladen, Berlin, Toronto 2022. ISBN 978-3-8474-2612-7 (Paperback) eISBN 978-3-8474-1771-2 (PDF).